# Lindt & Sprüngli

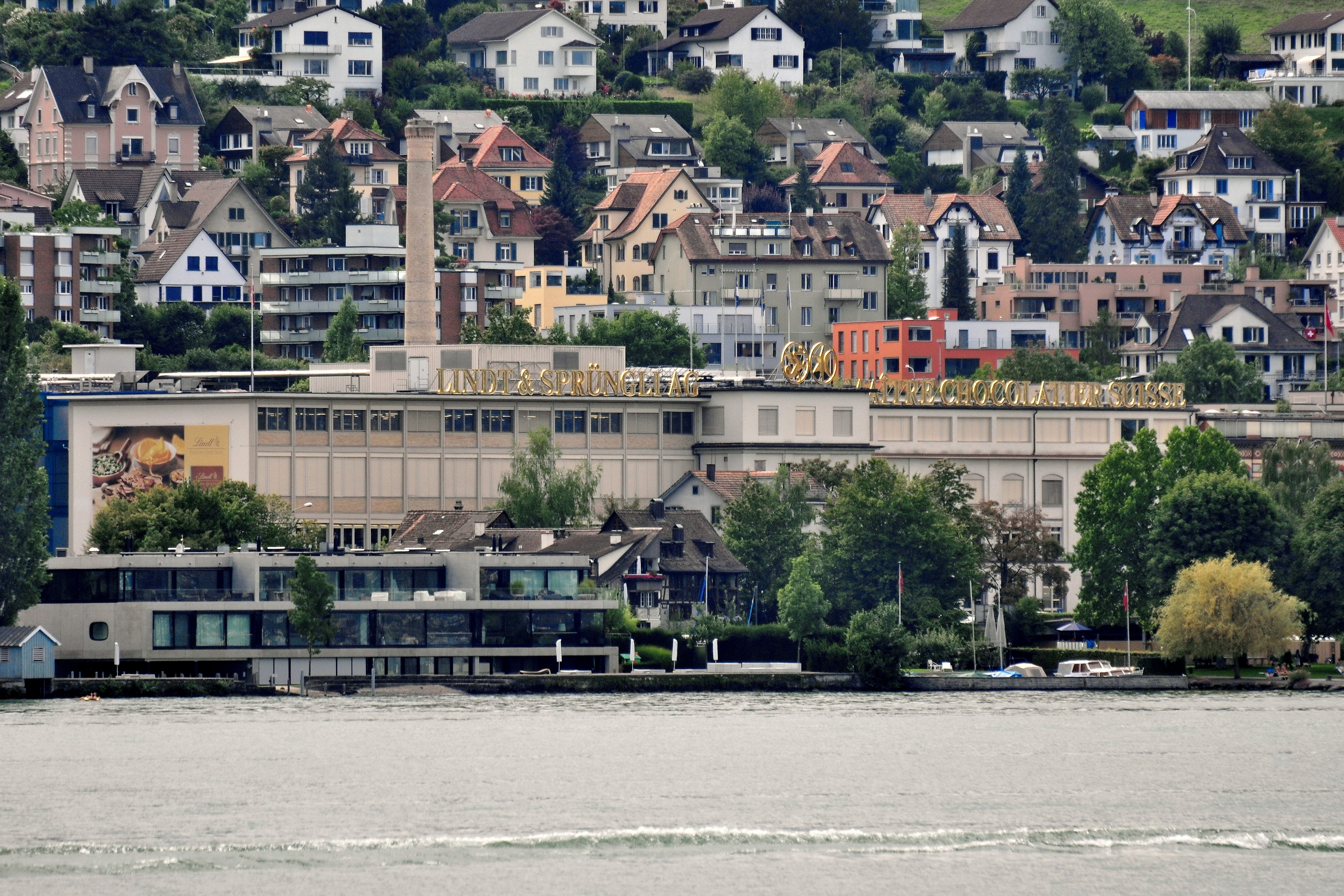
Fabrik und Stammhaus in Kilchberg

Die Chocoladefabriken Lindt & Sprüngli AG ist ein international tätiger Schweizer Schokoladenhersteller mit Sitz in Kilchberg am Zürichsee.

## Geschichte

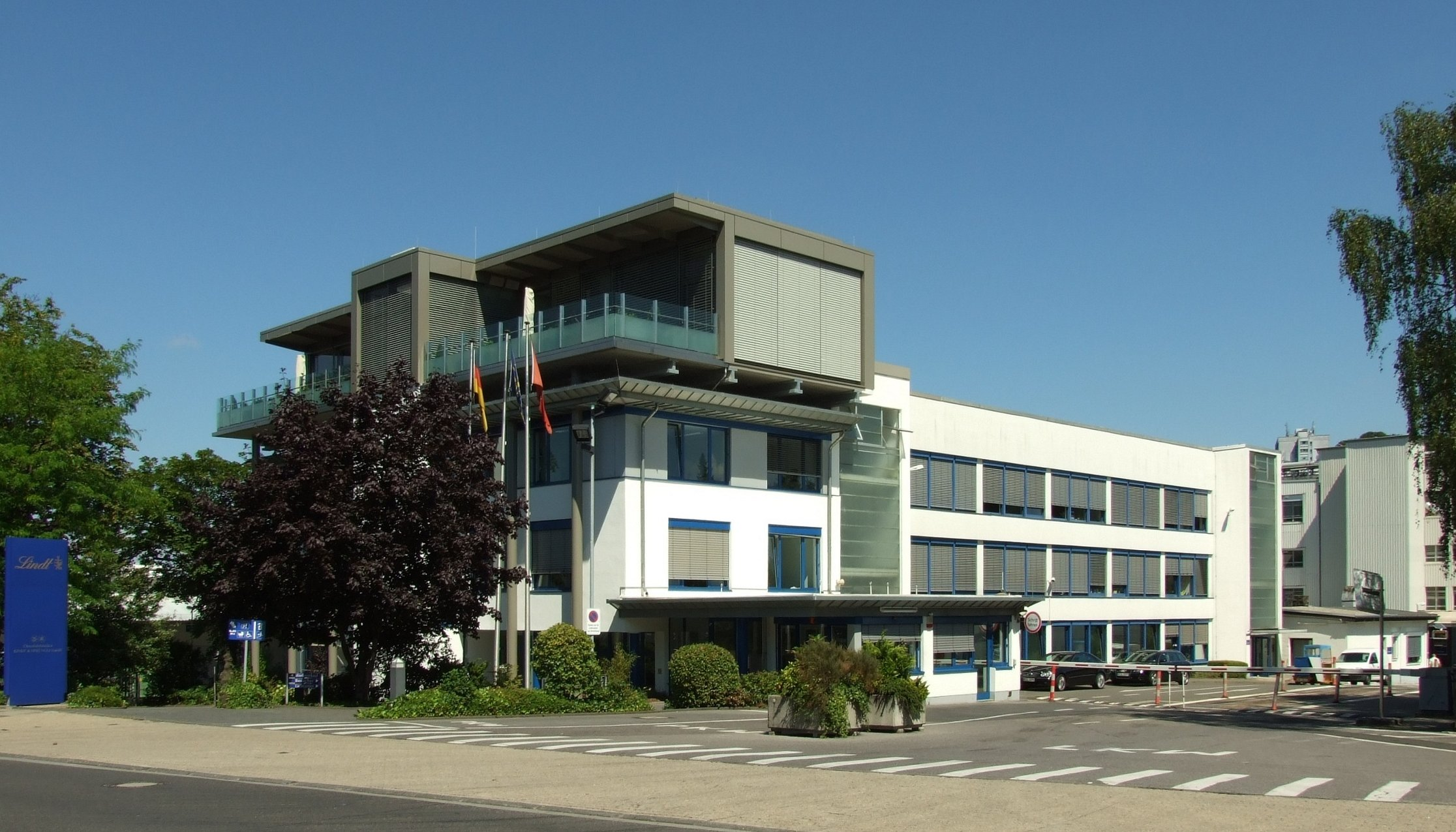
Werk in Aachen

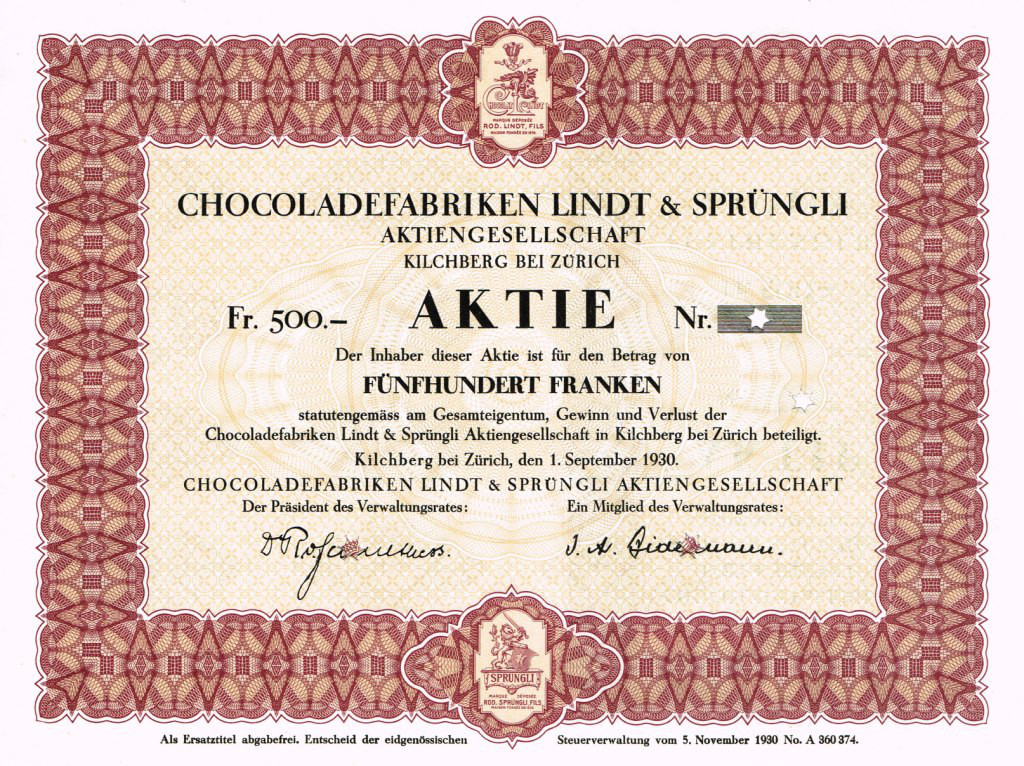
Aktie über 500 Franken der Chocoladefabrik Lindt & Sprüngli AG vom 1. September 1930

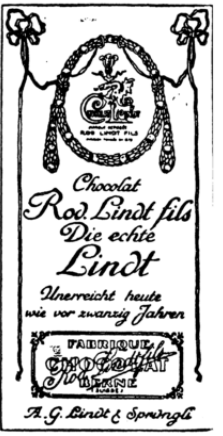
Die echte Lindt (1912)

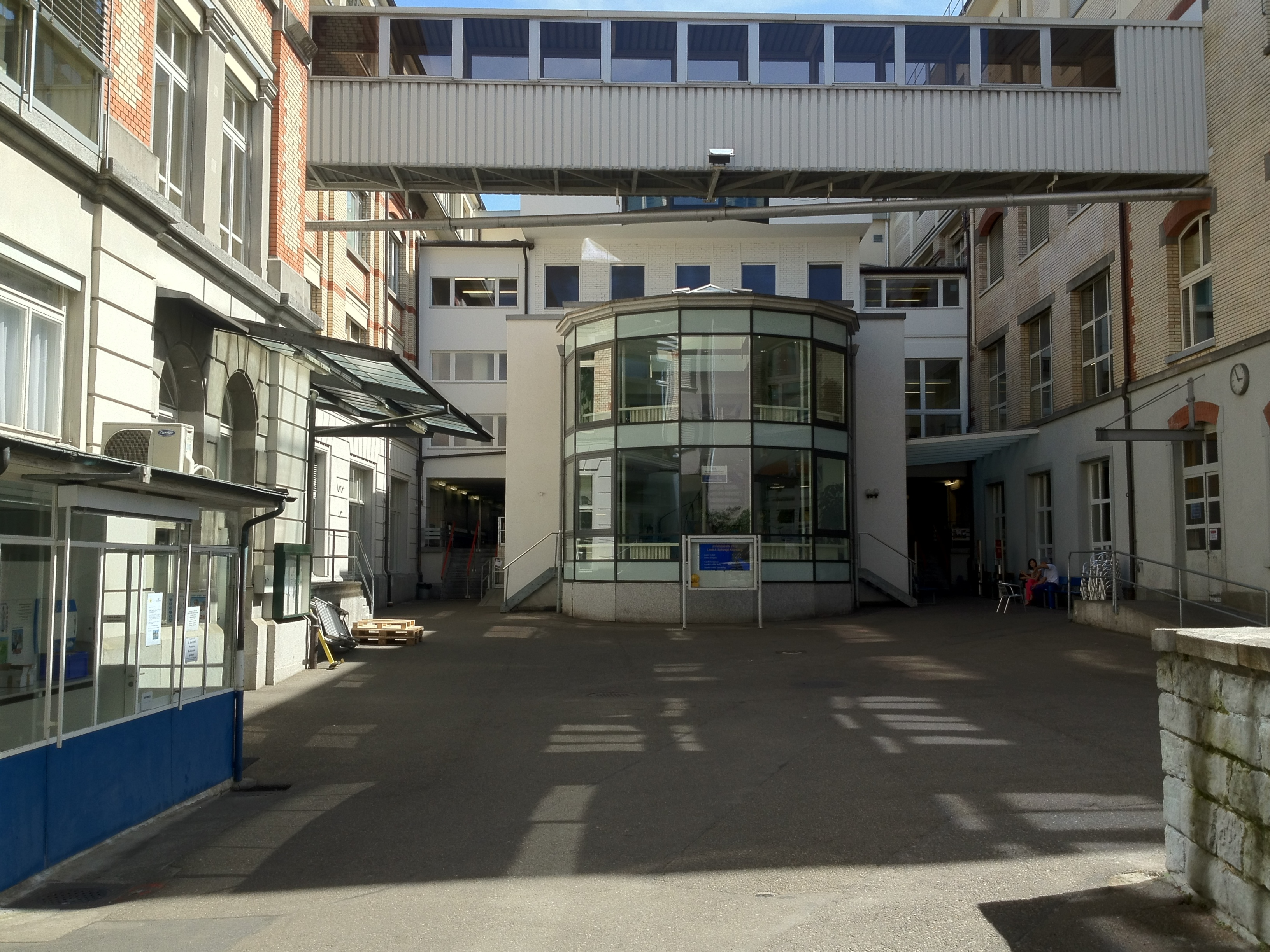
Personaleingang der Lindt & Sprüngli-Fabrik in Kilchberg/ZH

Die Ursprünge von Lindt & Sprüngli liegen in den beiden Schokoladenmanufakturen von Rudolf Sprüngli in Horgen und Zürich (ehemalige Werdmühle, heute Werdmühleplatz) sowie von Rodolphe Lindt in Bern. Sprünglis Sohn Rudolf Sprüngli-Schifferli (1847–1926) übernahm die Firma seines Vaters 1891. Ein Jahr später wurde die Confiserie Sprüngli als eigenes Unternehmen ausgegliedert. Im Jahre 1899 baute Rudolf Sprüngli die Fabrik in Kilchberg und wandelte die Firma im selben Jahr in eine Aktiengesellschaft um. Die Chocolat Sprüngli AG übernahm bald darauf die Berner Schokoladenmanufaktur von Rodolphe Lindt mitsamt dem Patent für dessen Conchierverfahren. Die Aktiengesellschaft Vereinigte Berner und Zürcher Chocoladefabriken Lindt & Sprüngli war geboren. Das alte Lindt-Haus im Berner Mattenquartier ist auch heute noch mit dem Firmenlogo bemalt. Seit 1986 ist Lindt & Sprüngli an der Börse notiert. Im Jahre 2024 wurde eine Erweiterung des Werks in Olten eröffnet, welches laut Lindt das größte Kakaomassenwerk des Unternehmens ist.

## Übernahmen und Tochterfirmen

### Europa
In Deutschland wurde 1935 mit der Leonard Monheim AG, Berlin, ein Lizenzvertrag für die Fertigung geschlossen. 1988 übernahm Lindt & Sprüngli die Fertigung dort selbst und produziert seitdem einen Grossteil der international vertriebenen Artikel in Aachen nahe dem Westbahnhof. Das Werk in Aachen fungiert als Kompetenzzentrum für Hohlfiguren.
Die Lindt & Sprüngli SA in Frankreich gelangte 1989 vollständig in den Besitz des Stammhauses. 1993 wurde die langjährige Lizenznehmerin Bulgheroni SpA im italienischen Induno Olona als Lindt & Sprüngli SpA in das Unternehmen integriert.
Im darauf folgenden Jahr erfolgte in Österreich die Gründung der Lindt & Sprüngli (Austria) GmbH und die Integrierung der Wiener Confiserie Hofbauer in das Unternehmen.
Im Jahre 1998 wurde die italienische Gesellschaft «Caffarel» in Turin aufgekauft. Caffarel wurde Anfang 2022 mit der Lindt & Sprüngli SpA unter dem Namen Caffarel zusammengelegt.
Weiterhin hat Lindt Niederlassungen in Polen, Spanien, Großbritannien, Schweden, Tschechien, und den Niederlanden.

### USA
1989 eröffnete Lindt ein Produktions- und Verwaltungsgebäudes in Stratham, New Hampshire, USA. Anfang 1998 übernahm Lindt die «Ghirardelli Chocolate Company» in San Francisco, die älteste durchgehend produzierende amerikanische Schokoladenfabrik.
Im Juli 2014 gab Lindt & Sprüngli die Übernahme des traditionsreichen US-amerikanischen Süsswarenherstellers Russell Stover Candies Inc. bekannt, die bislang grösste in der Unternehmensgeschichte. Mit Russell Stover, das auch die Marke Whitman’s besitzt und in den USA einen Marktanteil bei Pralinés von 60 % hat, wurde Lindt & Sprüngli zum drittgrössten Unternehmen der Schokoladenbranche in Nordamerika und ist dort nun auch mit seinen anderen Marken flächendeckend präsent. Die Produktpalette von Russel Stover war allerdings viel zu breit und deren Verkäufe zu stark saisonal geprägt. Lindt und Sprüngli versuchte, diese Abhängigkeit von Weihnachten, Valentinstag und Ostern zu verringern und hoffte so, das amerikanische Geschäft, das einen Drittel des Firmenumsatzes erzielte, zu verstetigen.

### Weitere Tochterfirmen
In Australien gründete Lindt 1997 eine Niederlassung. Weitere Tochterfirmen finden sich in Kanada, China, Hongkong, Japan, Brasilien, Shanghai, Chile, Indien und Südafrika.

## Umsatz
Im Jahre 2021 konnte Lindt einen Umsatz von 4,6 Milliarden Franken erzielen, ein Anstieg von 14,2 Prozent zum Vorjahr. Der Gewinn konnte um 53,2 Prozent auf 490,5 Millionen Franken erhöht werden. Im Jahr zuvor war der Umsatz um 6,1 Prozent auf 4,02 Milliarden Franken gesunken.

## Unternehmensstruktur

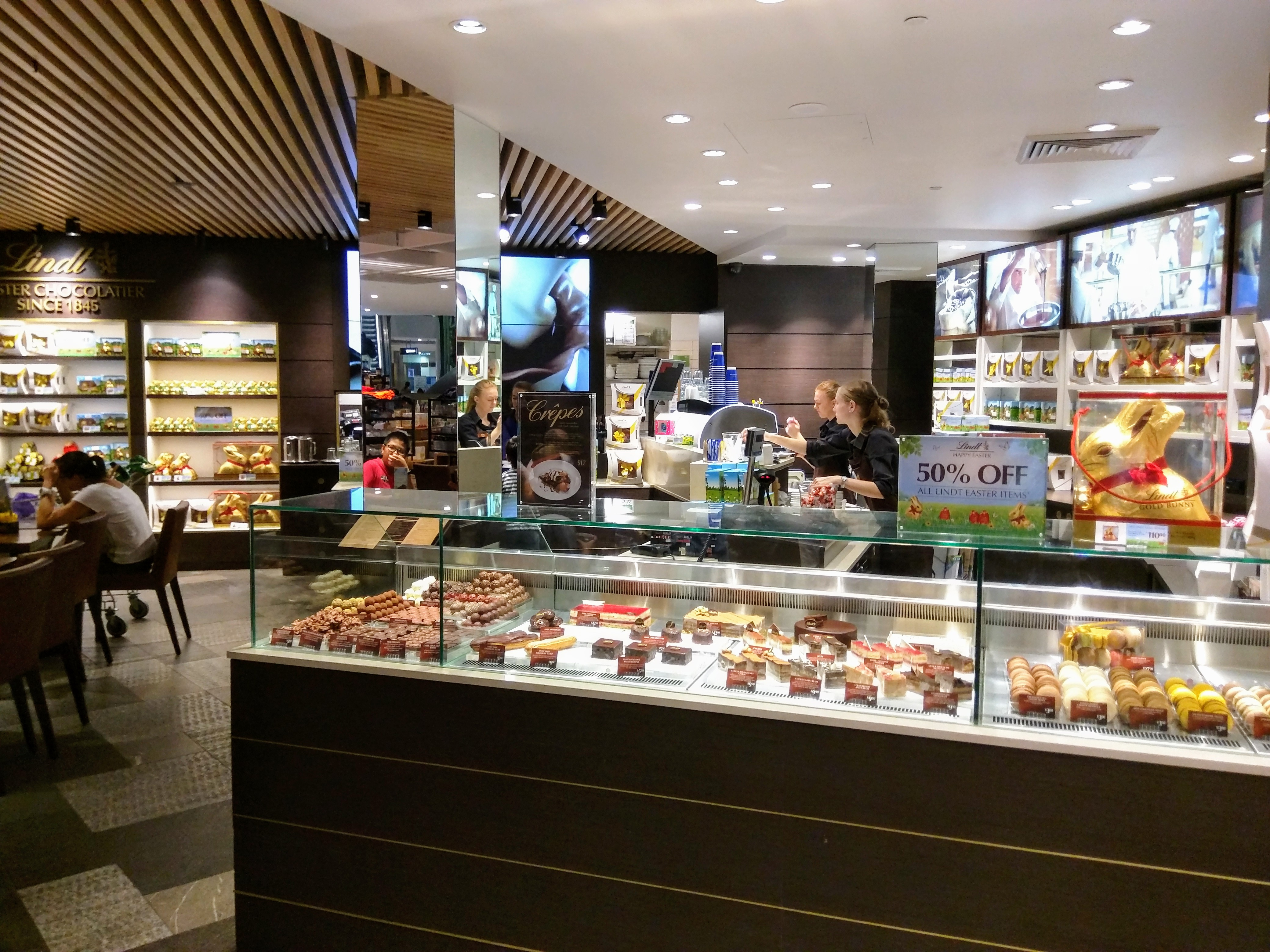
Geschäft-Cafes

Seit 1994 werden alle Gruppenfirmen, darunter auch das bisherige Schweizer Stammhaus Chocoladefabriken Lindt & Sprüngli (Schweiz) AG, als hundertprozentige Tochterfirmen von einer internationalen Konzernleitung im Rahmen der Holding-Gesellschaft Chocoladefabriken Lindt & Sprüngli Aktiengesellschaft geführt. Die Aktienmehrheit liegt gemäss Firmenangaben weiterhin in Schweizer Händen.

### Wechsel in der Konzernleitung
Als CEO war von 1993 an Ernst Tanner tätig, bis er 2016 von Dieter Weisskopf abgelöst wurde. Tanner führt zudem den Verwaltungsrat als Präsident an. Weisskopf hielt die Position des CEO für sechs Jahre inne, bis im Oktober 2022 Adalbert Lechner, der zuvor als Chef von Lindt Deutschland arbeitete, sie übernahm. Zudem stieß zum ersten September 2022 Daniel Studer zur Konzernleitung hinzu.

### Aktivitäten in Deutschland
Das Geschäft in Deutschland wird von der Chocoladefabriken Lindt & Sprüngli GmbH in Aachen betrieben, welche am Markt unter der Marke Lindt auftritt. Sie ist eine 100%ige  Tochter der Schweizer Chocoladefabriken Lindt & Sprüngli AG.  Im Jahr 2021 erwirtschafteten durchschnittlich 2895 Mitarbeiter einen Jahresumsatz von 886 Mio. Euro.

## Produkte

Logo der Marke Lindt

Lindt & Sprüngli stellt neben einer Vielzahl von verschiedensten Tafelschokoladen auch Pralinen her. Dazu kommen saisonale Produkte wie Weihnachtsmänner oder Osterartikel. Zunehmende Bedeutung erhalten Schokoladentafeln mit hohen Kakaoanteilen (> 60 Prozent) oder exotischen Zutaten wie Pfeffer, zerkleinerten Chilischoten oder mit Hafermilch. In diversen europäischen Ländern bietet Lindt & Sprüngli eine Schokoladen- bzw. Haselnusscreme als Brotaufstrich an. Seit 2020 bietet das Unternehmen auch Vegane Schokolade unter der Marke "Hello Vegan" an. Seit 2021 produziert Lindt Schokolade, welche neben Kakaopulver aus Kakaobohnen auch Pulver aus dem Fruchtfleisch der Kakaofrucht verwendet und in Zusammenarbeit mit der ETH Zürich entwickelt wurde.

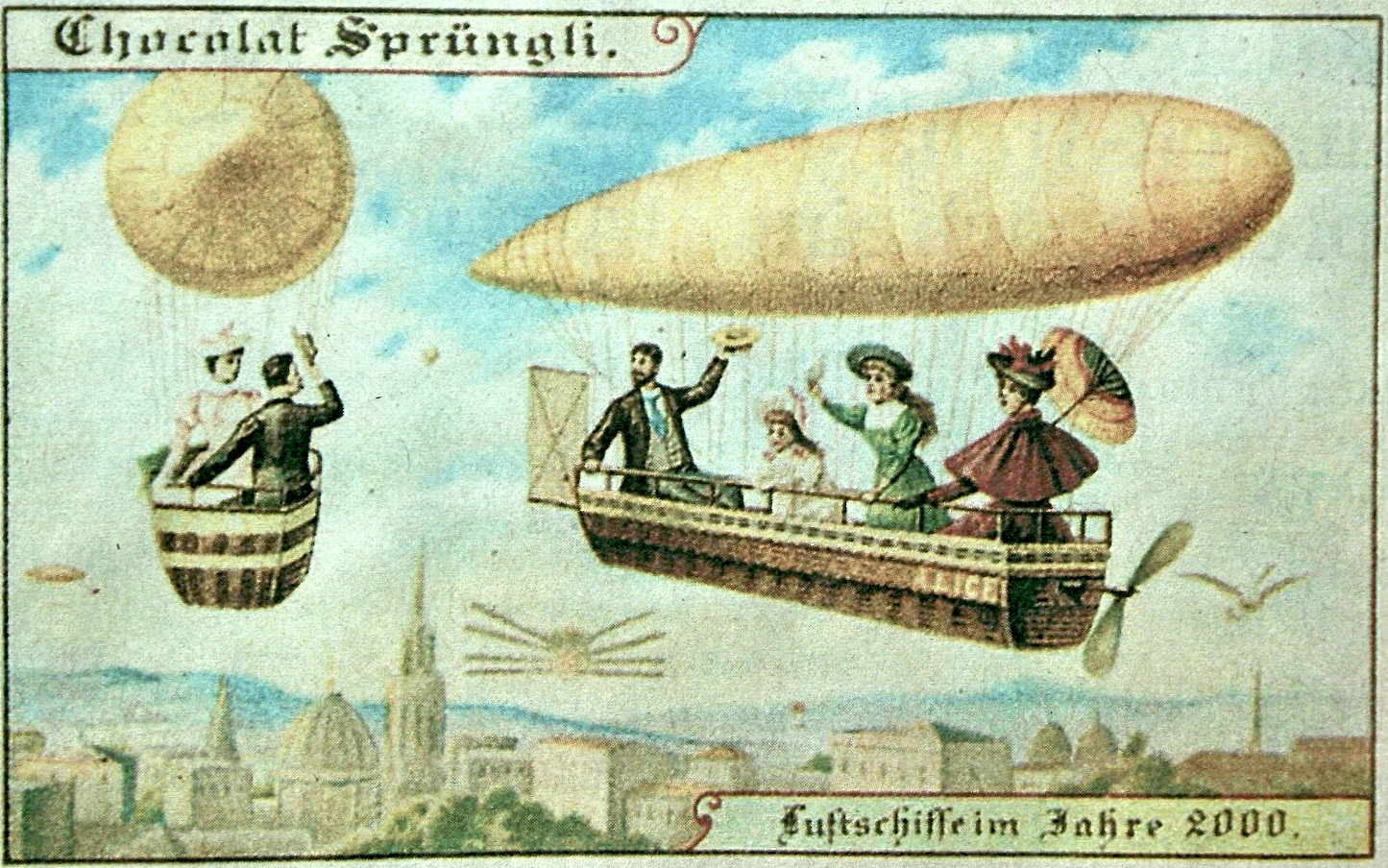
Werbung um 1900
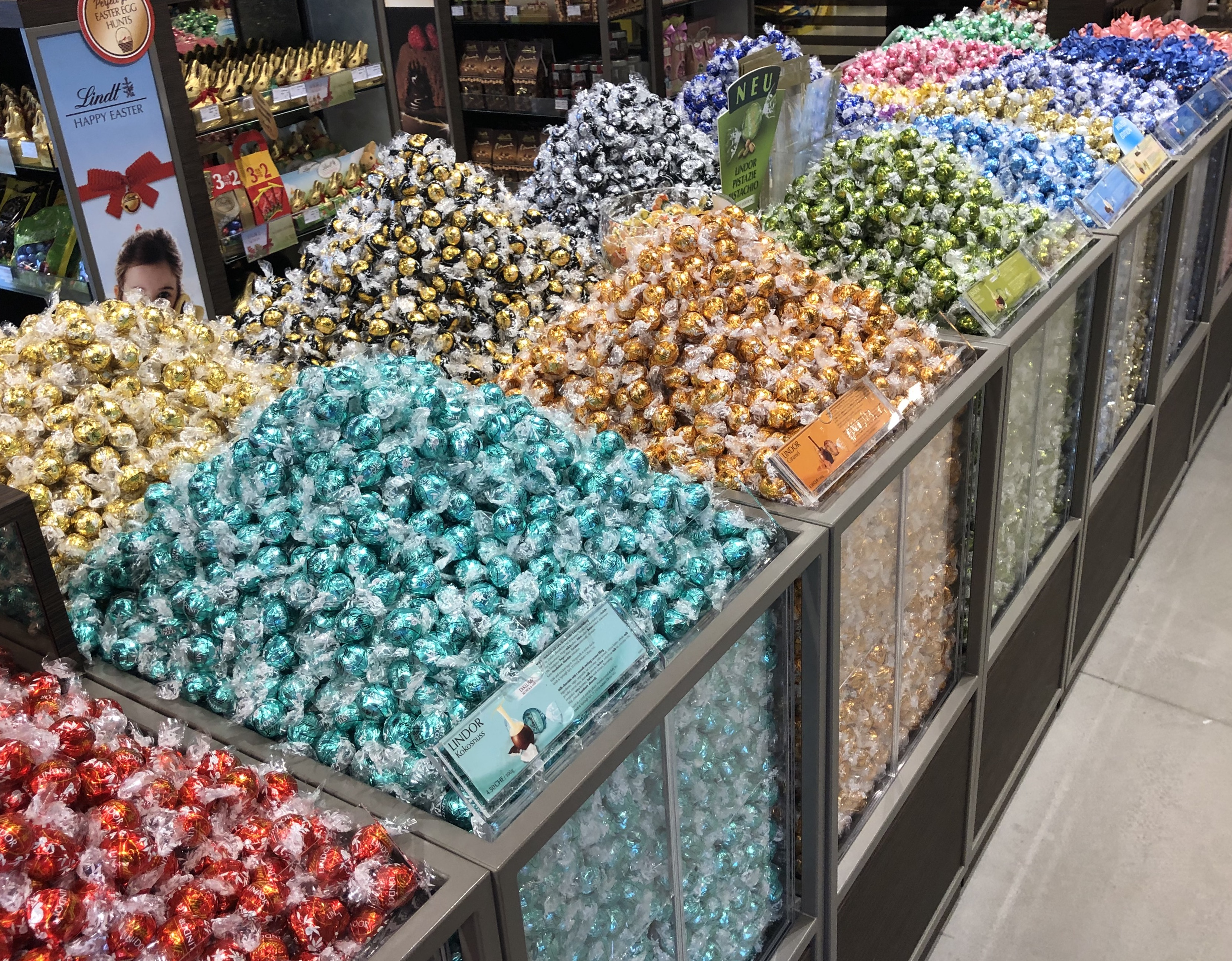
Lindor-Kugeln
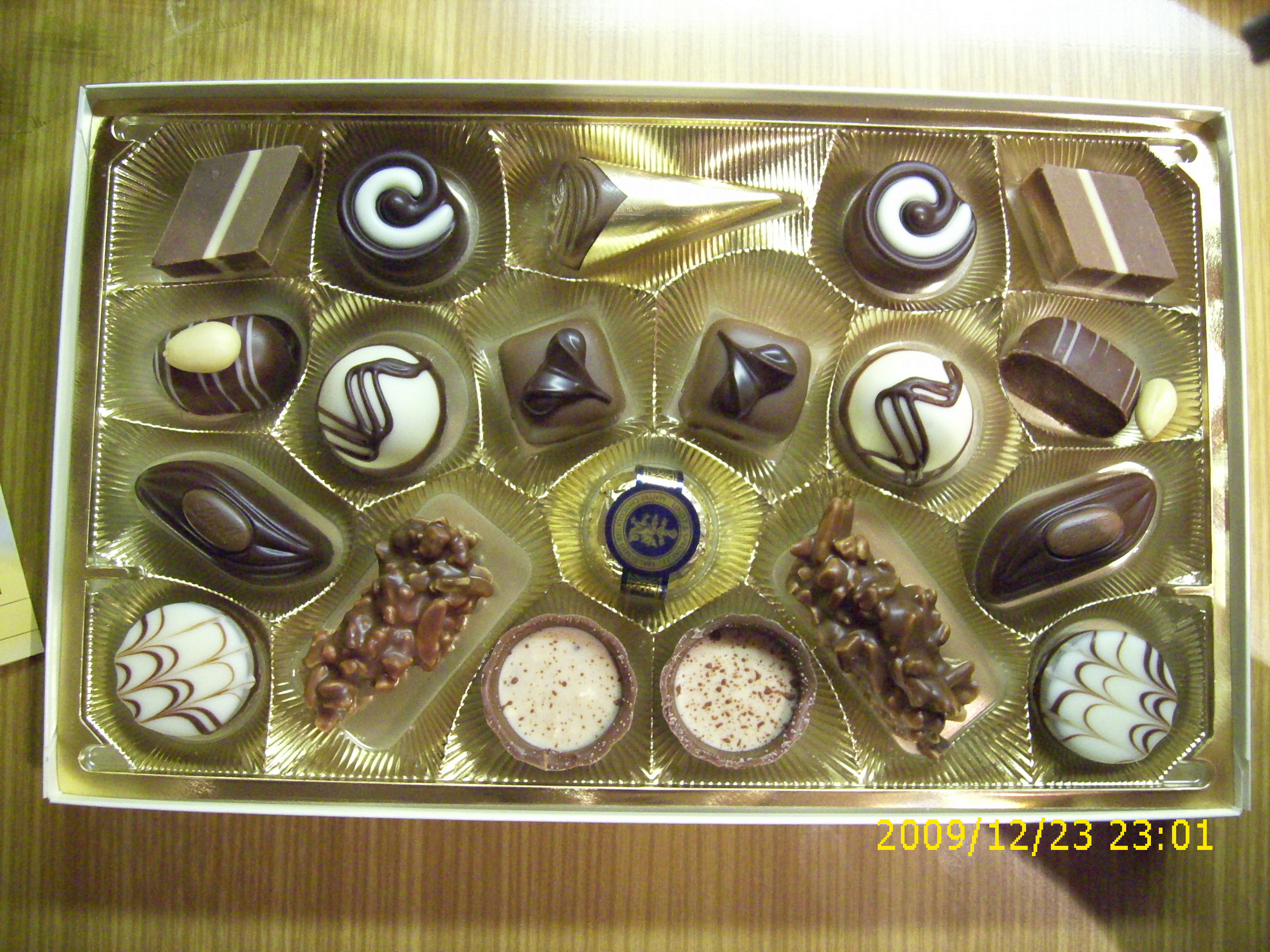
Pralinen
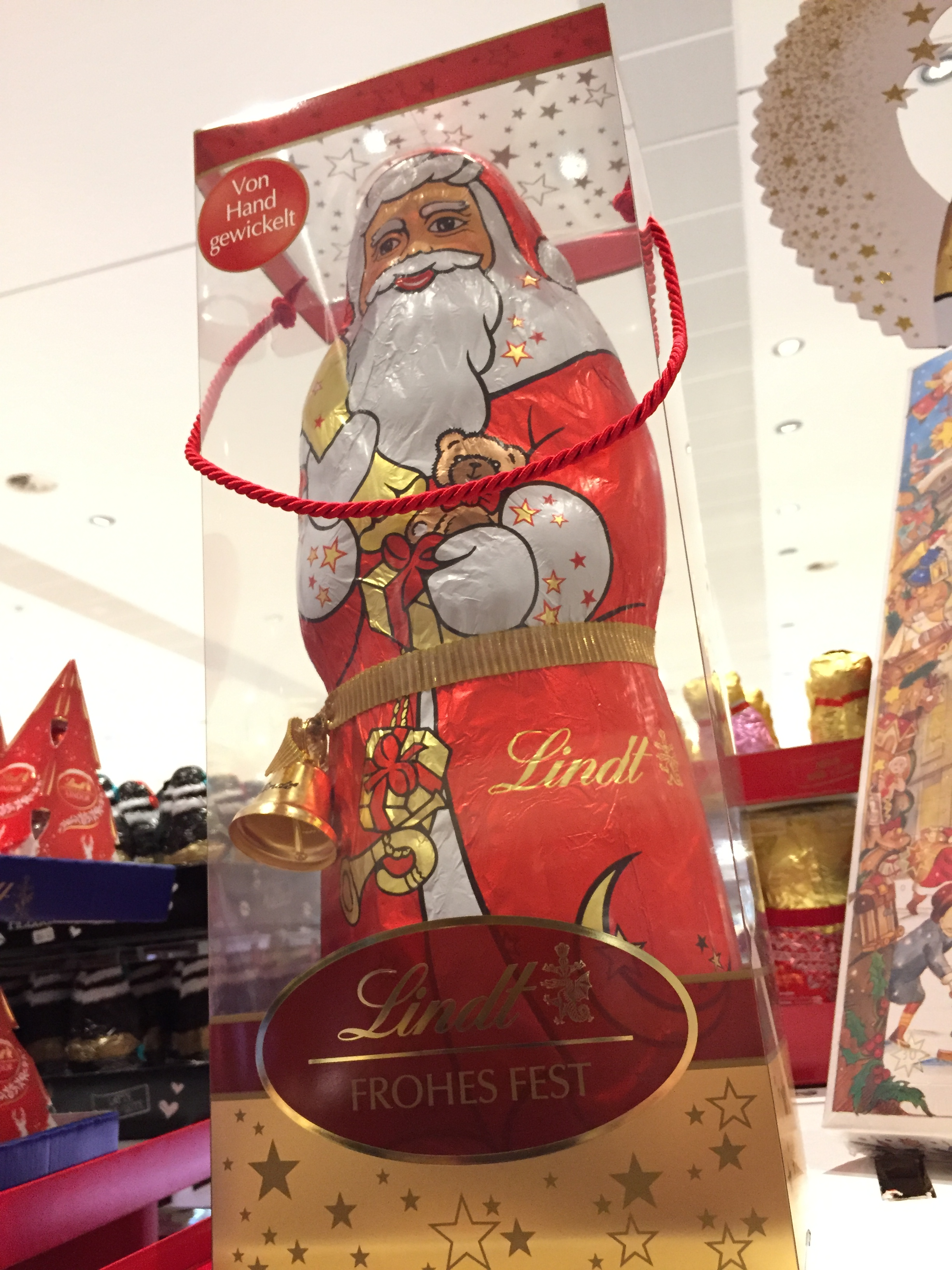
Weihnachtsmann

Lindt & Sprüngli lässt seine Produkte von keiner externen Stelle wie UTZ Certified oder Fairtrade nach Nachhaltigkeits- und Sozialkriterien zertifizieren und plant dies auch nicht. Nach eigenen Angaben seien jedoch 79 % aller Kakaobohnen extern verifiziert und man arbeite seit 2005 mit einem eigenen Partner in Ghana direkt zusammen, der lückenlose Rückverfolgbarkeit ermögliche.

### Goldhase

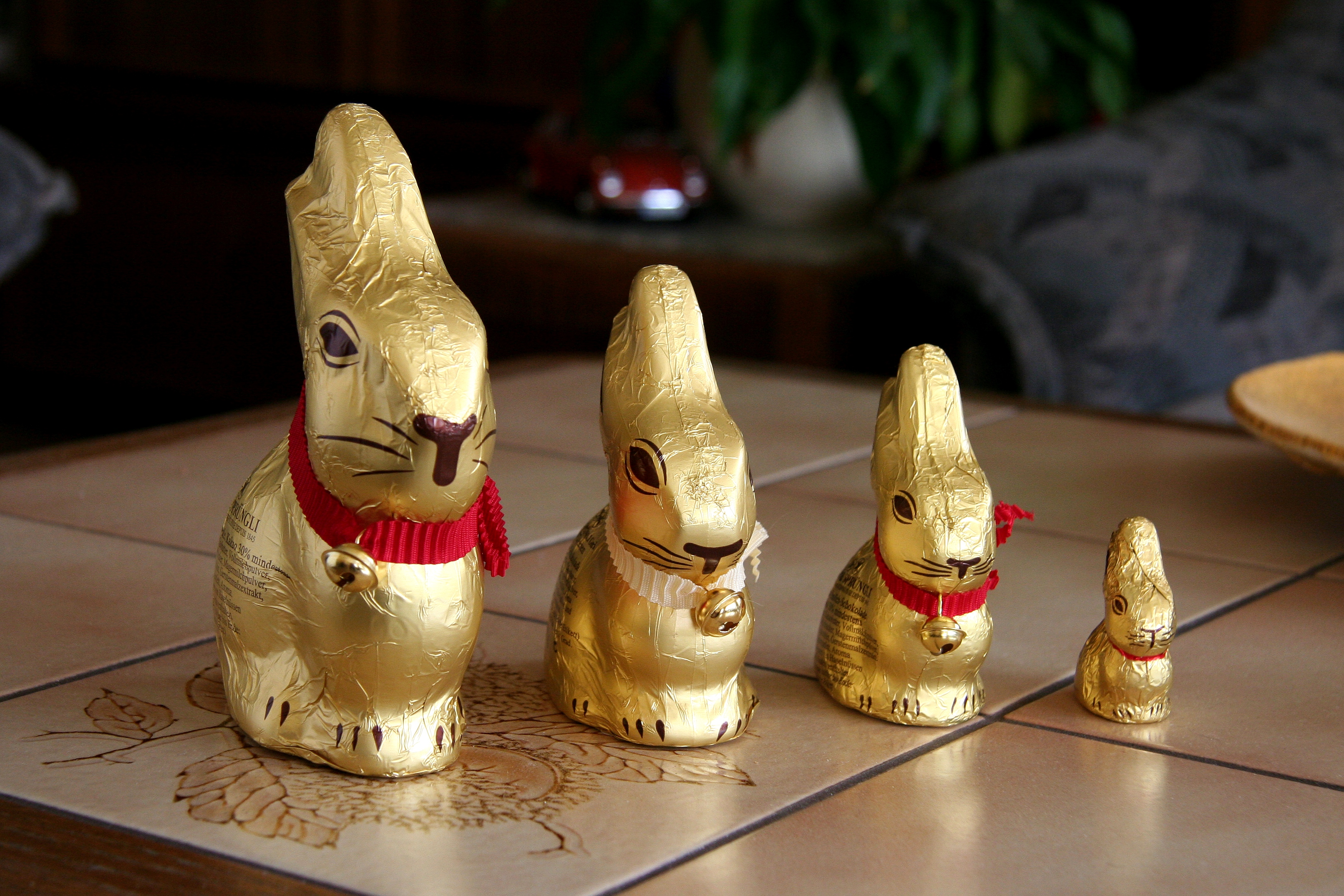
Verschiedene Goldhasen

Der Goldhase ist ein Hohlkörper aus Schokolade in Form eines sitzenden Hasen, der für die Osterzeit hergestellt wird. Er hat neben einer goldfarbenen Verpackung ein Glöckchen an einem meist roten Halsband. Das Produkt wurde erstmals 1952 in Deutschland verkauft und wird in über 60 Ländern vertrieben. In über 50 Ländern werden jährlich etwa 150 Millionen Goldhasen hergestellt.
Der Goldhase wird in den Grössen 10 g, 50 g, 100 g, 200 g, 500 g und 1000 g sowie in den Sorten Vollmilch (rotes Halsband), Zartbitter (braunes Halsband), Nuss (grünes Halsband) und aus weisser Schokolade (cremefarbenes Halsband) produziert. Darüber hinaus sind verschiedene Merchandise-Artikel wie Kleidung, Geschirr, Schlüsselanhänger oder ein Goldhase als Kuscheltier erhältlich.
Lindt & Sprüngli hat den Goldhasen im Jahr 2000 in der EU und ein Jahr später in Deutschland als Marke eintragen lassen. Darauf stützend ging das Unternehmen in den anschliessenden Jahren gegen ähnliche Produkte anderer Hersteller rechtlich vor. Siehe dazu den Abschnitt Rechtsstreitigkeiten.
Eine Sonderedition des Goldhasen erschien 2022 anlässlich seines 70. Geburtstages. Der bekannte Goldton wurde in der Sonderedition durch eine glitzernde Hologramm-Folie ersetzt. Weiterhin erschien auch eine Version in Roségold.

### Produktkritiken
Das Schokoladenmagazin Chclt.net vergibt an Lindt-Schokoladen Geschmacksbenotungen zwischen 71 und 90 (aus 100) Punkten und merkt eine geschmackliche «Familienähnlichkeit» an. Der deutsche Schokoladenkritiker Georg Bernardini bewertet die Qualität der getesteten Lindt-Produkte zusammenfassend mit nur 2 von 6 möglichen Punkten und bemängelt die teilweise Verwendung naturidentischer Aromastoffe, lobt allerdings die «Kreativität der Produktentwickler» des Unternehmens.

## Rechtsstreitigkeiten
Der Oberste Gerichtshof in Wien hat am 26. März 2012 in einem insgesamt zehn Jahre dauernden Streit gegen den österreichischen Hersteller Hauswirth entschieden, dass der Goldene Schokohase mit roter Schleife, auch Goldhase genannt, in der Form nur noch von Lindt & Sprüngli in Österreich verkauft werden darf.
Am 24. Mai 2012 unterlag Lindt & Sprüngli am Europäischen Gerichtshof bei dem Versuch, den Goldhasen europaweit als Marke schützen zu lassen. Das Unternehmen konnte in dem seit 2004 laufenden Antragsverfahren nicht nachweisen, dass der europäische Durchschnittsverbraucher vom Äusseren des Hasen auf dessen Hersteller schliesse. Ein Schutz in der gesamten EU war daher nicht möglich.
Am 28. März 2013 wies der Bundesgerichtshof in Karlsruhe eine Nichtzulassungsbeschwerde von Lindt & Sprüngli gegen eine Entscheidung des Oberlandesgerichts Frankfurt am Main zurück, der zufolge die fränkische Firma Riegelein ebenfalls einen Schokoladenhasen vertreiben dürfe, der sich in Sitzposition befindet. Der deutsche Hersteller bietet seinen Hasen in einer etwas dunkleren, bronzefarbenen Folie an. Mit der Entscheidung des Bundesgerichtshofs wurde eine Verwechslungsgefahr zwischen den beiden Produkten endgültig verneint.
Am 18. Dezember 2012 wurde bekannt, dass Lindt & Sprüngli in einem Verfahren vor dem Landgericht Köln gegen das Unternehmen Haribo wegen der Ähnlichkeit des Schokoladenbären «Lindt-Teddy» mit den Haribo Goldbären unterlag und den Schokobären deshalb aus dem Handel nehmen muss. Im April 2014 hob das Oberlandesgericht Köln jedoch das Urteil auf, sodass die Bären vorerst weiterverkauft werden dürfen.
Zuletzt hatte das Oberlandesgericht Köln die Klage des Bonner Gummibärchenherstellers abgewiesen. Dagegen war Haribo in Revision zum Bundesgerichtshof gegangen. Diese wies der Bundesgerichtshof in Karlsruhe im September 2015 endgültig ab. Die Markenrechte des Gummibärchenherstellers Haribo werden durch den sogenannten «Lindt-Teddy» nicht verletzt, urteilten die Richter.
Da die 2018 verkauften Schokohasen der Confiserie Heilemann den Goldhasen von Lindt zu ähnlich sehen würden, untersagte das Oberlandesgericht München 2022 Heilemann den Vertrieb weiterer Schokohasen. Der Farbton und die Gestaltung würden ihn nicht stark genug von Lindts Goldhasen abgrenzen. Der Bundesgerichtshof hatte zuvor den Goldhasen von Lindt als Benutzungsmarke eingestuft.
In einem Verfahren vor dem US-Gericht des Eastern District of New York um in der Schokolade enthaltene Schwermetalle wie Blei und Cadmium versuchten die Anwälte des Unternehmens 2024, den Rechtsstreit beizulegen, indem sie von Lindt & Sprünglis Werbebotschaft auf der Verpackung zurücktraten. So seien die auf dem Etikett getätigten Aussagen über „Exzellenz“ des Produkts und „fachmännischer Herstellung mit feinsten Zutaten“ lediglich Marktschreierei. In Lindt-Schokolade waren 16 % mehr Cadmium als erlaubt und 66 % zu viel Blei gefunden worden.

## Kritik
Im Jahre 2022 geriet Lindt & Sprüngli wegen Lebensmittelverschwendung in die Kritik. Um Rabattaktionen zu vermeiden, hatten Mitarbeiter des Konzerns in mehreren Edeka-Märkten in Nordhessen Lindt-Produkte, die sich noch einige Wochen vor Ende des Mindesthaltbarkeitsdatums befanden, mittels Kartonmesser oder Kugelschreiber zerstört. Auch die Aussage von Lindt, das Unternehmen biete „ausschließlich Waren an, die den Qualitätsansprüchen entsprechen“, weshalb „Produkte, die nicht mehr verzehr- oder verkaufsfähig sind, im Handel durch den Außendienst als verkaufsunfähig gekennzeichnet und aus dem Markt entfernt“ werden, konnte den Vorwurf nicht klären.
Im Januar 2024 recherchierte das Schweizer Radio und Fernsehen (SRF) in Ghana und deckte dabei auf Plantagen, auf denen Kakao für Lindt & Sprüngli produziert wird, Kinderarbeit auf. Demnach erweise sich auch das konzerneigene Kontrollprogramm in Ghana, wo Lindt von rund 80.000 Bauern bezieht, als unzureichend und lückenhaft.

## Verschiedenes

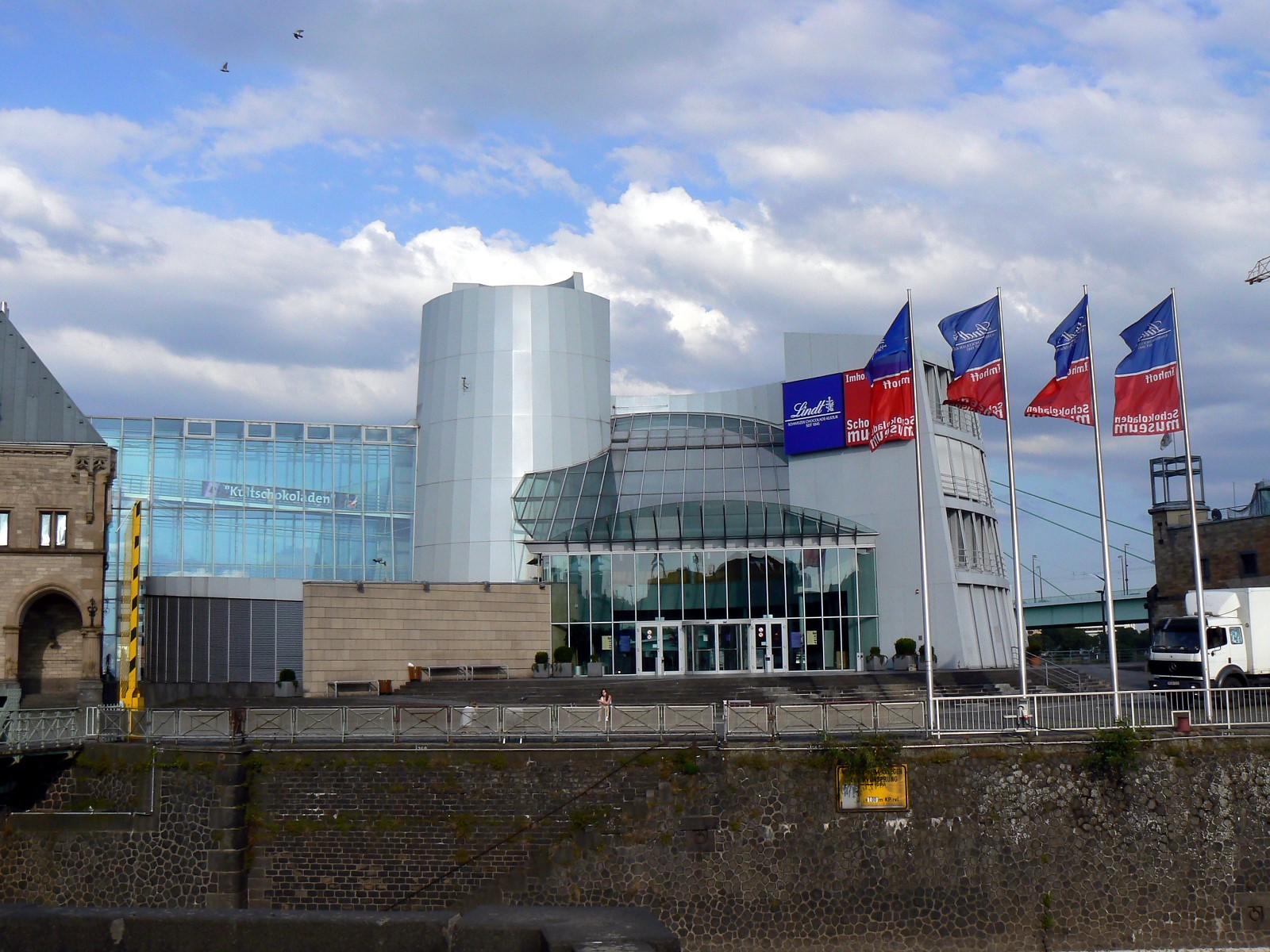
Imhoff-Schokoladenmuseum in Köln

Seit März 2006 ist Lindt & Sprüngli offizieller Partner des Imhoff-Schokoladenmuseums in Köln.
Die Anteilsscheine der Gesellschaft gehören zu den teuersten Aktien der Welt. Am 3. Juni 2016 wurden die Namens-Aktien an der SIX Swiss Exchange mit 72.945,00 Schweizer Franken notiert. Laut einem Handelsblatt-Bericht aus dem Januar 2019 kostet eine Namensaktie von Lindt und Sprüngli bis zu 80.000 Franken (71.000 Euro). Lindt & Sprünglis Aktie war 2022 die zweitteuerste Aktie der Welt, eine Namensaktie kostete 97.000 Franken bzw. 100.160,87 Euro.
Seit 2009 ist Roger Federer Markenbotschafter von Lindt.
Mit dem Farming Program, welches 2008 startete, will Lindt & Sprüngli laut eigener Aussage die Lebensgrundlage von Kleinbauern verbessern, indem die Lieferkette der Kakaobohnen verfolgbar ist. Weiterhin erhalten die Bauern Schulungen um „den Kakaoanbau nachhaltig zu intensivieren“. Etwa 54.000 Bauern sollen solche Schulungen im Jahr 2021 erhalten haben. Zudem unterstützt Lindt & Sprüngli die Bauern mit Brunnen und Schulen, so wurden in Ghana zum Beispiel 30 neue Schulgebäude errichtet. Bis 2021 wurden laut eigener Aussage 82 Millionen Euro in solche Initiativen investiert. Kritik gibt es an den Initiativen jedoch auch. So sei laut Friedl Hütz-Adams vom Südwind-Institut das in den Schulungen vermittelte Wissen bereits vorhanden, dieses umzusetzen wäre jedoch zu teuer für die Bauern. Weiterhin sprach er sich kritisch darüber aus, dass die Bauern Schulen und Brunnen nicht selber errichten können, obwohl sie „seit Jahrzehnten so ein Luxusprodukt wie Kakao anbauen“.
Ein Lindtcafé in Sydney war im Dezember 2014 Schauplatz einer bewaffneten Geiselnahme, bei der zwei Geiseln sowie der Geiselnehmer ums Leben kamen. Der Täter war ein Islamist der Terrororganisation Islamischer Staat.
Im März 2022 entschied sich Lindt & Sprüngli, an den Sanktionen gegen Russland teilzunehmen, und schloss seine acht Shops in Russland.
Im Juli 2023 gab das Unternehmen bekannt, in Zukunft keine Werbung an unter 16-Jährige mehr zu richten. Damit wolle sich das Unternehmen, wie bereits andere Firmen, am Best Practice des Marktes orientieren.

## Dokumentarfilme
- Zartbittere Leidenschaft. Wie die Lust auf Schokolade entsteht. Reportage, Deutschland, 2005, 40 Min., Buch und Regie: Steffi Cassel, Produktion: Spiegel TV, Erstsendung: 24. November 2005 bei VOX, Inhaltsangabe und Video.
- Lindt & Sprüngli setzt auf Junge und Chinesen. Fernseh-Reportage, Schweiz, 2012, 2:18 Min., Regie: Patrizia Laeri, Produktion: Schweizer Fernsehen, Redaktion: SF Börse, Erstsendung: 21. August 2012 beim SF, Video (Seite nicht mehr abrufbar, festgestellt im Dezember 2023. Suche in Webarchiven).
- Der Schokoladenkönig und der Goldhase. Fernseh-Reportage, Schweiz, 2011, 5:40 Min., Regie: Patrizia Laeri, Produktion: Schweizer Fernsehen, Redaktion: 10vor10, Erstsendung: 21. April 2011 beim SF, Video.